# Îles de l'Aber Wrach
Les îles de l'Aber Wrach ou archipel des îles de Lilia sont des îles du fleuve Aber-Wrac'h en Bretagne.

## Géographie
L'archipel est composé des îles suivantes :
- Île Cézon (connue pour son fort)
- Île Wrac'h (connue pour son phare)
- Île Stagadon
- Île Terc'h (br) ou île d'Erc'h, dite aussi île aux Américains
- Île de la Croix.